# Granat M33
M33 – amerykański granat obronny.
M33 ma kulistą skorupę, na której wewnętrznej części znajdują się nacięcia w kształcie sześciokątów, ułatwiające fragmentację. Zapalnik M213 jest montowany do granatu na stałe.